# 古川商店
株式会社古川商店（ふるかわしょうてん 英語名: Furukawa Corporation）は、織物卸及び製品加工販売をする会社。事業領域は、織物卸・ディスプレイ事業・ノベルティ事業・OEM事業・自社ブランド「ペアレ」事業に分類される。

## 概要
織物卸業として生地を販売しながら、クライアントのニーズがカーテン・幕など製品に加工して納品することを要望され、徐々に製作可能な商材が増え、現在のようなディスプレイ事業・ノベルティ事業・OEM事業と分類するまでに至る。

## 織物卸
通常この業界は主なクライアントによってアパレル系・建材系・靴系・かばん系など取り扱う生地の種類が限定される（綿素材なら綿素材しか扱わないなど）。古川商店では、百貨店・ホテルのディスプレイ向けに生地を卸していたため、クライアントの要望のためなら取り扱い商社を探し、次々と取り扱い種類を増やし現在では殆どの生地を取り扱いしている。

## ディスプレイ事業
古川商店の中核事業。本格的なベルベットを使用した舞台幕・学校幕や披露宴会場のジョーゼット・オーガンジー幕など職人による縫製加工も行う。最近では新商品発表会やレセプションパーティーの会場装飾用の生地加工品も行う。簡易なものではイベント会場での受付テーブルのテーブルクロスやのれんを1枚から名入れも含めてオリジナル製作する。テーブルクロスと言っても業務用のテーブルクロス生地にとどまらず、展示会や新商品の発表会でロゴ・企業名をプリントした物を多種多様な生地で製作する。ストレッチフォルムなど伸縮する２WAYストレッチ生地を使用したディスプレイも製作している。特注品では布を使用した大きなリボンなども製作する。

## ノベルティ事業
布に特化したノベルティの製作を請け負う。元々布地屋のため製作は1個からでも可能で、定番商品を在庫していないため布の種類も選べ、形状や仕様もオリジナルで製作することを得意とする。

## OEM事業
ホテル・旅館向けに寝装品やカーテンを卸していた関係で枕・クッションの製造も可能でその一環として寝具メーカーに乳幼児用枕を販売。商社向けにインテリア向けクッションの卸販売も行う。

## 自社ブランド「ペアレ」事業
OEM事業から派生し、使用する人への関心から直接お客様へ提案する商品作りへとシフトした結果生まれた事業。
2001年度には「ペアレ　ソフトパイル・ピロー」がグッドデザイン賞を受賞。自社サイトペアレ・オンライン以外に2006年より楽天市場に出店する枕のペアレ